# Rondeletia shaferi
Rondeletia shaferi är en måreväxtart som beskrevs av Ignatz Urban och Nathaniel Lord Britton. Rondeletia shaferi ingår i släktet Rondeletia och familjen måreväxter. Inga underarter finns listade i Catalogue of Life.